# Ceromitia xanthocoma
Ceromitia xanthosoma là một loài bướm đêm thuộc họ Adelidae. Loài này có ở Nam Phi.